# Fânzeres e São Pedro da Cova
Fânzeres e São Pedro da Cova (oficialmente: União das Freguesias de Fânzeres e São Pedro da Cova) é uma freguesia portuguesa do município de Gondomar, com 21,96 km² de área e 37753 habitantes (censo de 2021). A sua densidade populacional é 1 719,2 hab./km².

## História
Foi constituída em 2013, no âmbito de uma reforma administrativa nacional, pela agregação das antigas freguesias de Fânzeres e São Pedro da Cova e tem a sede em Fânzeres.

## Demografia
A população registada nos censos foi:
| Distribuição da População por Grupos Etários | Distribuição da População por Grupos Etários | Distribuição da População por Grupos Etários | Distribuição da População por Grupos Etários | Distribuição da População por Grupos Etários | Distribuição da População por Grupos Etários |
| -------------------------------------------- | -------------------------------------------- | -------------------------------------------- | -------------------------------------------- | -------------------------------------------- | -------------------------------------------- |
| Antes da agregação                           |                                              |                                              |                                              |                                              |                                              |
| Ano                                          | 0-14 anos                                    | 15-24 anos                                   | 25-64 anos                                   | >= 65 anos                                   | Total                                        |
| 2001                                         | 7410                                         | 5826                                         | 22349                                        | 3746                                         | 39331                                        |
| 2011                                         | 6491                                         | 4695                                         | 23053                                        | 5347                                         | 39586                                        |
| Após a agregação                             |                                              |                                              |                                              |                                              |                                              |
| Ano                                          | 0-14 anos                                    | 15-24 anos                                   | 25-64 anos                                   | >= 65 anos                                   | Total                                        |
| 2021                                         | 4921                                         | 4254                                         | 21173                                        | 7405                                         | 37753                                        |